# Hurvamorden

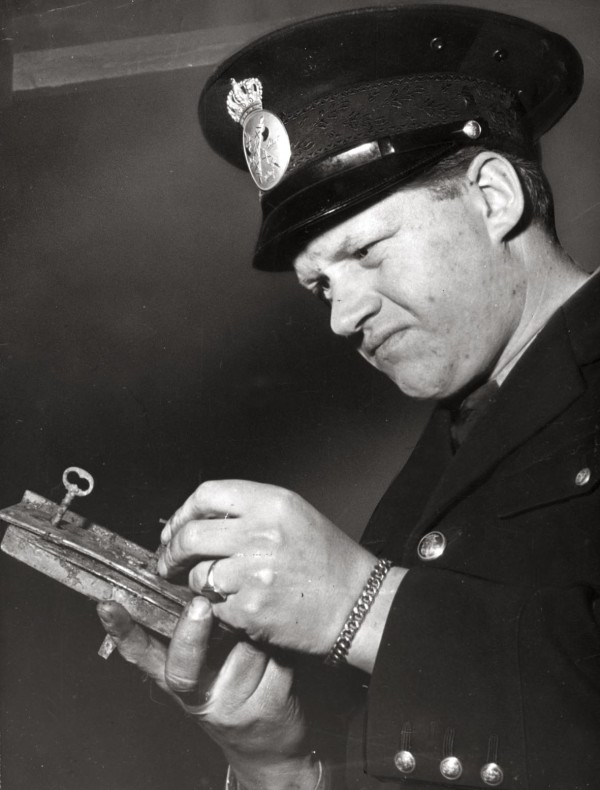
Tore Hedin utreder det mord han själv begått i Tjörnarp 1951.

Hurvamorden var en serie mord som begicks natten till 22 augusti 1952 i Hurva och Kvärlöv i Skåne. 
Brotten begicks av den extra ordinarie fjärdingsmannen Tore Hedin. Denne hade året innan mördat kvarnägaren Allan Nilsson i samband med pokerspel i Tjörnarp, och därefter tänt eld på dennes hus. Hedin hade dock lyckats förbli oavslöjad, delvis på grund av att han själv fick delta i utredningen av brottet.

## Historik

### Förlopp
I augusti 1952 hade Hedins fästmö Ulla Östberg anmält Hedin för misshandel – troligtvis på uppmaning av sin arbetsgivare – då Hedin hade slagit henne vid ett flertal tillfällen. Hon bröt också sin förlovning med honom. Anmälan gjorde att Hedin miste sitt vikariat som extra ordinarie fjärdingsman. Den brutna förlovningen, avskedet och enligt vissa också skuldbördan från kvarnmordet (han skall ha sagt till en bekant att Tjörnarpsmördaren snart röjer sig, för hans nerver börjar svikta) skall ha blivit för mycket för Hedin att hantera, och utlöste händelserna under mordnatten 1952.
Nämnda natt (ungefär klockan tolv enligt Hedins självmordsbrev) yxmördade Hedin sina föräldrar Per och Hulda Hedin i deras hem i Kvärlöv strax utanför Saxtorp, och tände eld på huset. Senare samma natt (klockan var ungefär halv ett på natten) anlände han till ålderdomshemmet i Hurva där han mördade sin före detta fästmö Ulla Östberg och föreståndarinnan Agnes Lundin. Det har även spekulerats i huruvida han mördade en av åldringarna boende på hemmet med yxan, då denne nattetid hade för vana att sitta i hallen utanför Östbergs rum. Om så hade varit fallet skulle Hedin emellertid förmodligen erkänt även detta mord i sitt självmordsbrev, vilket han inte gjorde. Efter morden på Lundin och Östberg hällde Hedin ut bensin i trapporna och barrikaderade dörren till ålderdomshemmet, och satte därefter byggnaden i brand. I lågorna omkom de fyra åldringarna Nils Larsson, Maria Nilsson, Bengta Andersson samt Elna Andersson, och en femte, Maria Pettersson, avled några dagar senare på sjukhus. Att fler dödsfall inte inträffade i branden brukar allmänt tillskrivas lokalbefolkningens heroiska räddningsinsats med stegar.
Efter fullgjort dåd författade Hedin ett självmordsbrev som han lämnade i sin bil, varefter han vid fyratiden på morgonen dränkte sig i Bosarpasjön på Linderödsåsen. Tidpunkten kunde fastställas tack vare att Hedin bar sitt armbandsur på sig vid självmordstillfället. Det brev som Hedin skrivit var dock formulerat på sådant sätt att polisjakten efter honom fortgick ännu ett dygn efter att han tagit sitt liv. Hedin inkluderade i sitt självmordsbrev en gåtfull mening som löd: "Vill ni veta svaret på denna gåta så ska ni leta i det våta."

### Mördade personer
Som ett resultat av Tore Hedins verksamhet natten till 22 augusti 1952 avled tio personer. Nio personer dödades av Hedin (inklusive en som avled senare av sina skador), och efter dåden begick han självmord.
- Per Hedin
- Hulda Hedin
- Ulla Östberg
- Agnes Lundin
- Nils Larsson
- Maria Nilsson
- Bengta Andersson
- Elna Andersson
- Maria Pettersson (avled några dagar senare)

## Filmatisering
År 1986 gjordes tv-filmen Hurvamorden om morden och upprinnelsen till dem, med Ernst-Hugo Järegård i rollen som Tore Hedin. Den ingick i Sveriges Televisions serie Skånska mord, som i fem fristående episoder tar upp kända skånska mord- och rättsfall.